# 賀迷
贺迷，北魏外戚，代人。
魏太武帝敬哀皇后贺氏是贺迷从兄的女儿，贺氏的舅舅是尔朱代勤。贺氏少年丧父，父兄近亲里只剩下賀迷，所以蒙赐爵长乡子。贺氏为太武帝生子拓跋晃。贺迷去世，追赠光禄大夫、五原公。